# Municipio de Bloomfield (condado de Clinton)
El municipio de Bloomfield (en inglés: Bloomfield Township) es un municipio ubicado en el condado de Clinton en el estado estadounidense de Iowa. En el año 2010 tenía una población de 840 habitantes y una densidad poblacional de 8,96 personas por km².

## Geografía
El municipio de Bloomfield se encuentra ubicado en las coordenadas 41°59′8″N 90°36′17″O / 41.98556, -90.60472. Según la Oficina del Censo de los Estados Unidos, el municipio tiene una superficie total de 93.77 km², de la cual 93,73 km² corresponden a tierra firme y (0,05 %) 0,04 km² es agua.

## Demografía
Según el censo de 2010, había 840 personas residiendo en el municipio de Bloomfield. La densidad de población era de 8,96 hab./km². De los 840 habitantes, el municipio de Bloomfield estaba compuesto por el 96,19 % blancos, el 1,43 % eran afroamericanos, el 0,12 % eran amerindios, el 0,24 % eran asiáticos y el 2,02 % eran de una mezcla de razas. Del total de la población el 1,31 % eran hispanos o latinos de cualquier raza.